# Ancita basicristata
Ancita basicristata là một loài bọ cánh cứng trong họ Cerambycidae.